# Dryptodon
Dryptodon là một chi rêu trong họ Grimmiaceae.